# Застольная ложа

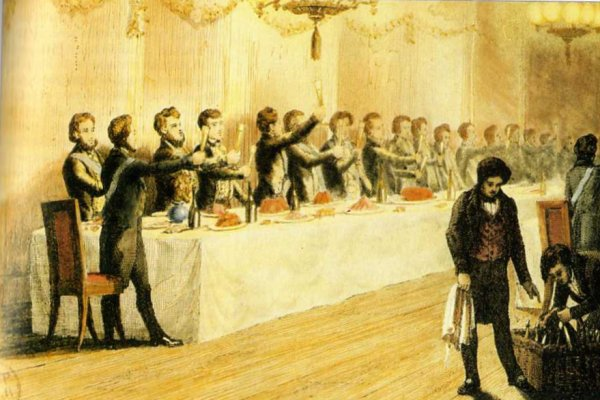
Застольная ложа

Застольная ложа — масонский ритуал, который проходит в торжественных случаях в виде банкета, как правило после собрания масонской ложи, в одном из оборудованных помещений масонского храма.
Застольная ложа включает традиционные тосты, которые применяются в основной процедуре ритуала. Застольная ложа отличается большой торжественностью.
Также застольная ложа называется Агапой.

## Проведение
Руководит и возглавляет застольную ложу досточтимый мастер, первый и второй стражи, которые сидят во главе стола. Остальные братья сидят в соответствии со своими степенями по обеим сторонам стола.
Кубки и бокалы выравниваются в соответствии с таблицей, это означает, что они выравниваются по голубой ленте, которая расстилается на всю длину стола. Голубая лента является символом единства среди масонов.
Блюда подаются в несколько этапов. Этот организационный процесс позволяет выполнять ритуалы между этапами.
Ритуал предваряет тост. Но прежде, чем тост проходит, брат произносит ёмкую небольшую речь в зависимости от момента, например, «За процветание Братства» или «Отечества». После удара молотка досточтимого мастера кто-либо из братьев может взять слово для произнесения тоста.
Оба стража ложи обучают братьев, сидящих рядом, чтобы они правильно наполняли бокалы, которые именуются в ритуале пушками. Эти действия подчёркивают символический характер ритуала. Как только стражи убеждены, что пушки наполнены, все участники встают к порядку. Последующее размещение бокалов фиксируется как символический салют.
Тосты, как правило бывают следующие:
- За процветание своей страны.
- За руководителя государства, за законноизбранную власть.
- За великую ложу (в состав которой входит данная ложа) и за её великого мастера.
- За досточтимого мастера, офицеров и братьев ложи.
- За благополучие семей и родственников масонов.
- За процветание братьев посетителей ложи.
- В память о всех больных и умерших братьях[3].

### Песни
Во время проведения застольной ложи, для укрепления чувства общности среди масонов, поются песни. В основном они исполняются сразу после тостов.

### Значение салфетки
Во второй половине XVIII века был обычай класть салфетку через руку или плечо. Этот обычай до сих пор практикуется в некоторых ложах при проведении застольной ложи.
- Ученик берёт салфетку за угол левой рукой и оборачивает её вокруг запястья.
- Подмастерье ударяет салфеткой по левому предплечью.
- Мастер распахивает салфетку через левое плечо.

В инструкции 1775 года значение этой символики объясняется следующим образом: Масон всегда должен быть готов взять свой меч. Салфетка выбрасывается через правое плечо.

### Пушки
Бокалы называются в масонстве также пушками, потому что с ними связывают символический выстрел салюта в конце тоста. Обычно многие из пушек (бокалы) украшены символами масонства. Ножка или дно бокала усилены, чтобы предотвратить поломку.

### Белая доска
В некоторых ложах присоединение к застольной ложе происходит после так называемой белой доски. За этим застольем идёт завершение обсуждения предмета предыдущей работы в храме. Это духовная работа является дополнением к обучению учеников.

### Подделки
Масонский ритуал застольной ложи практикуется в немного изменённом виде во многих студенческих организациях и называется ритуалом Саламандры.